# Fulton County (Pennsylvania)
Fulton County ist ein County im Bundesstaat Pennsylvania der Vereinigten Staaten. Bei der Volkszählung im Jahr 2020 hatte das County 14.556 Einwohner und eine Bevölkerungsdichte von 13 Einwohner pro Quadratkilometer. Der Verwaltungssitz (County Seat) ist McConnellsburg.

## Geschichte
Fulton County wurde am 19. April 1851 aus Bedford County gebildet und nach Robert Fulton benannt.
Sieben Bauwerke und Stätten des Countys sind im National Register of Historic Places (NRHP) eingetragen (Stand 23. Juli 2018).

## Geographie
Das County hat eine Fläche von 1134 Quadratkilometern, wovon ein Quadratkilometer Wasserfläche sind.

## Städte und Ortschaften

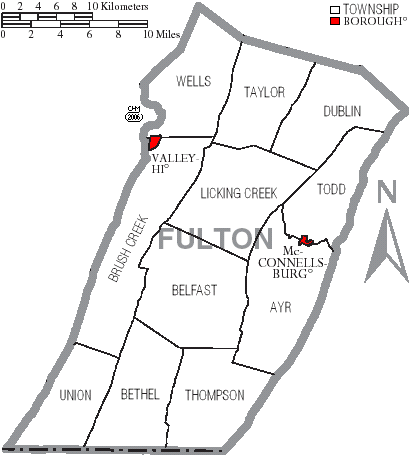
Karte des Fulton Countys

| - Ayr Township - Belfast Township - Bethel Township - Brush Creek Township - Dublin Township - Licking Creek Township - McConnellsburg | - Taylor Township - Thompson Township - Todd Township - Union Township - Valley-Hi - Wells Township |